# Diego Rojas (periodista)
Diego Rojas (Buenos Aires, 16 de abril de 1977-Buenos Aires, 13 de mayo de 2024) fue un periodista de investigación, cultural, escritor, sindicalista y militante trotskista argentino.

## Biografía
Nació en 1977 en Buenos, hijo de padres bolivianos, realizó sus estudios secundarios en Colegio La Salle al final de los cuales comenzó los de Letras en la Universidad de Buenos Aires. Sin embargo, interrumpió esos estudios para dedicarse de lleno a la que sería su profesión de por vida, el periodismo.
Escribió columnas en diversos medios, tales como Perfil, Infobae, Clarín y el suplemento cultural de La Nación, también escribió artículos en los periódicos partidarios Prensa Obrera y Política Obrera.
También fue redactor jefe de la revista Veintitrés y editor de Contraeditorial, además de responsable del pódcast cultural de la Fundación Proa.

## Obra
Es autor de numerosas obras de investigación (como la del asesinato de Mariano Ferreyra, en la que se basó una película) y de una novela editada póstumamente, la que fue su única obra de ficción.
- ¿Quién mató a Mariano Ferreyra?
- Argentuits
- El kirchnerismo feudal
- Pasen música. El caso Santiago Maldonado en la era de la posverdad.
- La izquierda. Héroes, rebeldes y leyendas de la revolución socialista en la Argentina
- Los días de la Zona